# Christl Mardayn
Christl Mardayn est une actrice, chanteuse et pédagogue autrichienne, de son vrai nom Anna Christina Maria Mardein, née le 8 décembre 1896 à Vienne (alors dans l'empire d'Autriche-Hongrie), ville où elle est morte le 24 juillet 1971.

## Biographie
Après des études musicales, Christl Mardayn (pseudonyme) débute comme chanteuse d'opéra et d'opérette dans les années 1920 (ex. : Le nozze di Figaro de Wolfgang Amadeus Mozart ; Die schöne Galathee (en) de Franz von Suppé).
Comme actrice, elle joue au théâtre dès la fin des années 1920 et durant les années 1930 (ex. : Madame Sans-Gêne de Victorien Sardou et Émile Moreau), ainsi qu'au cinéma à partir de 1932 (si l'on excepte un petit rôle dans un film muet de 1926).
En tout, elle contribue à vingt-six films jusqu'en 1957, majoritairement allemands et autrichiens (ex. : Les Jeunes Années d'une reine d'Ernst Marischka en 1954, avec Romy Schneider). S'y ajoutent un film français (Le Drame de Shanghaï de Georg Wilhelm Pabst en 1938, avec Raymond Rouleau et Louis Jouvet) et trois coproductions (dont Bel Ami, film franco-germano-autrichien de Louis Daquin en 1955, avec Jean Danet et Anne Vernon pour la version française). Citons encore L'Auberge du Cheval-Blanc de Carl Lamac (1935), adaptation de l'opérette éponyme de Ralph Benatzky, où elle tient le rôle principal de Josepha Vogelhuber.
Son premier mari (épousé en 1929) est l'acteur et réalisateur autrichien Hans Thimig (1900-1991) qu'elle retrouve comme acteur dans le film Les Jeunes Années d'une reine déjà cité et, comme réalisateur, dans trois autres films.
Pendant et après la Seconde Guerre mondiale, Christl Mardayn poursuit sa carrière au théâtre et, dans les années 1960, a également des activités de pédagogue dans sa ville natale. Enfin, elle apparaît à la télévision dans deux téléfilms allemands, respectivement diffusés en 1962 et 1963.

## Filmographie

### Au cinéma
(films allemands ou autrichiens, sauf mention contraire)
- 1926 : Le Réparateur de chaudrons (Der Rastelbinder) d'Arthur Gottlein, Heinz Hanus et Maurice Armand Mondet (adaptation de l'opérerette éponyme de Franz Lehár)
- 1932 : La Fierté de la troisième Compagnie (Der Stolz der 3. Kompanie) de Fred Sauer
- 1934 : Der junge Baron Neuhaus de Gustav Ucicky
- 1935 : ...nur ein Komödiant d'Erich Engel (film germano-autrichien)
- 1935 : L'Auberge du Cheval-Blanc (Im weißen Rößl) de Carl Lamac
- 1936 : Romance (Romanze) d'Herbert Selpin
- 1938 : Le Drame de Shanghaï de Georg Wilhelm Pabst (film français; créditée Christiane Mardayne)
- 1939 : Le Chapeau florentin (Der Florentiner Hut) de Wolfgang Liebeneiner
- 1939 : Menschen vom Varieté de Josef von Báky (film germano-hongrois)
- 1940 : Une petite musique de nuit (Eine kleine Nachtmusik) de Leopold Hainisch
- 1943 : Le Feu sous la cendre (Gabriele Dambrone) d'Hans Steinhoff
- 1944 : Romantische Brautfahrt de Leopold Hainisch
- 1944 : Es fing so harmlos an de Theo Lingen
- 1945 : Comme un voleur dans la nuit (Wie ein Dieb in der Nacht) d'Hans Thimig
- 1947 : Un détour pour vous (Umwege zu dir) d'Hans Thimig
- 1950 : Les Amours du prince Jean (Erzherzog Johanns große) d'Hans Schott-Schöbinger
- 1951 : Un bruit dans la nuit (Rausch einer Nacht)] d'Eduard von Borsody
- 1951 : La Vie étrange de monsieur Bruggs (Das seltsame Leben des Herrn Bruggs) d'Erich Engel
- 1952 : Voix du printemps (Frühlingsstimmen) d'Hans Thimig
- 1953 : Cœurs du Prater (Praterherzen) de Paul Verhoeven
- 1953 : La Dernière Valse (Der letzte Walzer) d'Arthur Maria Rabenalt
- 1954 : Der Komödiant von Wien de Karl Paryla et Karl Stanzl
- 1954 : Les Jeunes Années d'une reine (Mädchenjahre einer Königin) d'Ernst Marischka
- 1955 : Ainsi va l'amour (Ehesanatorium) de Franz Antel
- 1955 : Bel Ami de Louis Daquin (film franco-germano-autrichien ; versions française et allemande)
- 1957 : Immer wenn der Tag beginnt de Wolfgang Liebeneiner

### À la télévision
(téléfilms)
- 1962 : Funken in der Asche de Kurt Wilhelm
- 1963 : Don Juan kommt zurück de Kurt Wilhelm